# 14 d'agost
El 14 d'agost és el dos-cents vint-i-sisè dia de l'any del calendari gregorià i el dos-cents vint-i-setè en els anys de traspàs. Queden 139 dies per finalitzar l'any.

## Esdeveniments
Països Catalans
- 1714 - Talamanca (el Bages): després de dos dies de lluita, els miquelets, voluntaris, sometents i diversos regiments reglats de l'exèrcit austriacista català, sota el comandament d'Antoni Desvalls causen més de mig miler de baixes, entre morts i ferits, als filipistes (guerra de Successió) en la batalla de Talamanca. La batalla continua, en plena fugida dels borbònics, a Sant Llorenç Savall i Castellar del Vallès.
- 1790 - Värälä (Vall de Kymi, Finlàndia): Es signa el Tractat de Värälä que significa el final de la Guerra russosueca (1788–1790) que enfrontà Suècia amb Rússia, Dinamarca i Noruega.
- 1926 - Barcelona: Es crea la secció de bàsquet del Futbol Club Barcelona.
- 1970 - Girona: S'inaugura l'Estadi Municipal de Montilivi, el camp de futbol en el qual juga el Girona FC.[1]
- 2000 - Barcelonaː Neix, inicialment com a publicació mensual, L'independent de Gràcia, imprès en paper, amb informació de proximitat en català i gratuït.[2]

Resta del món
- 1237 - Berlín: Es funda la ciutat de Berlín.
- 1385 - Aljubarrota (Regne de Portugal): Batalla d'Aljubarrota entre tropes portugueses i l'exèrcit de Joan I de Castella amb derrota castellana.
- 1756 - Oswego (Nova York) (EUA): els francesos vencen en la batalla de Fort Oswego durant la Guerra Franco-Índia.
- 1784 - Amèrica russa (Alaska): massacre d'Awa'uq feta pels homes de la Companyia Russo-Americana contra indis alutiiq.
- 1876 - Bayreuth: primera representació de Die Walküre, la primera jornada de la Tetralogia Der Ring des Nibelunguen de Richard Wagner formant part de tot el cicle al Festspielhaus.
- 1814 - Milà, Itàlia: s'estrenava, al teatre La Scala, l'òpera Il turco in Italia de Gioachino Rossini.
- 1936 - Badajoz, Espanya: Massacre de Badajoz, resultat de la repressió exercida per l'exèrcit sublevat contra civils i militars defensors de la II República.
- 1947 - Pakistan: S'independitza del Regne Unit.
- 1974 - Xipre: Massacres de Maratha, Santalaris i Aloda.
- 1976 - Almeria (Andalusia): Javier Verdejo, jove militant de la JGR, és abatut a trets per la policia quan feia una pintada reivindicativa.
- 1980 - Gdańsk (Polònia): comença una vaga a les drassanes Lenin. Lech Wałęsa s'enfila a una tanca i es converteix en un dels líders.
- 2018 - Gènova (Itàlia): s'enfonsa una secció del Pont Morandi causant 43 morts.

## Naixements
Països Catalans
- 1852 - Perpinyà, Catalunya del Nord: Juli Pams i Vallarino, polític i advocat nord-català (m. 1930).
- 1894 - Girona (Gironès): Joaquim Carreras i Artau, filòsof català (m. 1968).
- 1901 - Barcelonaː Mercè Comaposada i Guillén, militant feminista i anarquista catalana, escriptora i advocada̟ (m. 1994).[3]
- 1907 - Roses, Alt Empordà: Pere Aznar i Seseres, polític català (m. 1999).
- 1927 - Reus (Baix Camp): Ramon Ferran i Pagès, escultor i pintor català (m. 2015).
- 1930 - Ciutadella (Menorca): Aina Moll i Marquès, filòloga (m. 2019).[4]
- 1932 - Barcelona: Joan Vila i Grau, pintor i vitraller (m. 2022).
- 1948 - Barcelona: Mercè Escardó i Bas, escriptora i bibliotecària catalana.[5]
- 1960 - Barcelona: Joaquim Micó, novel·lista, guionista i historiador, autor, entre d'altres, de les novel·les Ulleres de soul i Qualsevol nit pot sortir el sol, premi de crítica Serra d'Or 1989 i de la biografia històrica Teresa Mañé. Fou secretari general de les JERC el 1982-83.
- 1990 - Barcelona: Carla Marín Benito, jugadora d'escacs catalana, que ha estat campiona de Catalunya.[6]

Resta del món
- 1742 - Marsella: Marie Allard, important ballarina francesa (m. 1802).[7]
- 1768 - Oranienburg: Friedrich Dülon, compositor i flautista prussià.
- 1848 - Dublín: Margaret Lindsay Huggins, astrònoma (m. 1915).[8]
- 1865 - Messina, Regne d'Itàlia: Pietro Gori, advocat, intel·lectual, poeta i combatent anarquista.
- 1867 - Kingston upon Thames, Anglaterra: John Galsworthy, novel·lista i dramaturg anglès, Premi Nobel de Literatura de 1932 (m. 1933).[9]
- 1868 - Fontexta, Àlaba, Espanya: José Mardones, baix operístic basc (m. 1932).
- 1888 - Logronyo, Espanya: Julio Rey Pastor, matemàtic espanyol (m. 1962).
- 1898 - Pelvoux: Élise Freinet, artista, pedagoga, reformadora educacional francesa (m. 1983).[10]
- 1901 - Allahabad, Índiaː Julia Strachey, escriptora anglesa (m. 1979).[11]
- 1926 - París, França: René Goscinny, dibuixant i guionista de còmics francès, creador d'Astèrix el gal, Lucky Luke i el petit Nicolas (m. 1977).
- 1928, Roma: Lina Wertmüller, guionista i directora de cinema italiana d'origen suís.[12]
- 1933 - Winterthur, Zúric (Suïssa): Richard Robert Ernst, químic suís, Premi Nobel de Química de l'any 1991.[13]
- 1945 -
  - Düsseldorf, Alemanya: Wim Wenders, guionista, productor, actor i director de cinema alemany.
  - Waco, Texas, EUA: Steve Martin, actor, comediant, escriptor, productor, músic i compositor estatunidenc.
  - Múrcia: Elisa Séiquer, escultora espanyola (m. 1996).[14]
- 1953 - Los Angeles, Califòrnia (EUA): James Horner, compositor de cinema estatunidenc. (m. 2015).
- 1957 - Madrid, Espanya: José Coronado García és un actor espanyol.
- 1959 - 
  - Lansing, Michigan, EUA: Earvin "Magic" Johnson Jr., jugador de bàsquet professional.
  - Nova York, Nova York, EUA: Peter Shor, matemàtic famós pel seu treball en computació quàntica, en particular per elaborar l'algorisme de Shor.
- 1960 - Berkhampstead, Anglaterra: Sarah Brightman, cantant soprano de coloratura lírica, actriu i ballarina anglesa.[15]
- 1966 - Cleveland, Ohio, Estats Units: Halle Berry és una model i actriu de cinema i televisió estatunidenca.
- 1980 - Las Gabias, Granada, Espanya: Estrella Morente, nom artístic d'Estrella de la Aurora Morente Carbonell és una cantant de flamenc espanyola
- 1983 - Txernivtsí, República Socialista Soviètica d'Ucraïna: Mila Kunis, actriu estatunidenca.
- 1991 - Tolosa de Llenguadoc: Mathilde Becerra, esportista francesa d'alt nivell especialitzada en escalada de dificultat.[16]

## Necrològiques
Països Catalans
- 1898 - Roses: Francesc Sunyer i Capdevila, metge i polític català (n. 1826).
- 1952 - Perpinyà: Gustau Violet, escultor i escriptor nord-català (n. 1873).[17]
- 1963 - Barcelona: Ramon Sunyer Clarà, joier i argenter català (n. 1889).
- 1998 - Badalona: Xavier Miserachs i Ribalta, fotògraf català.
- 2009 - Ciutat de Mèxic: Maria Teresa Pecanins i Aleix, pintora, directora artística i galerista d'art mexicana d'origen català (n. 1930).[18]
- 2022 - Reus: Francesc Gras Salas, oftalmòleg català (n. 1921).

Resta del món
- 1042 - Lieja (Principat de Lieja): Nitard de Lieja, príncep-bisbe.
- 1464 - Roma (Estats Pontificis): Pius II, papa (n. 1405).
- 1754 - Lisboa (Regne de Portugal): Maria Anna d'Àustria, princesa d'Àustria i arxiduquessa, reina consort de Portugal i regent de Portugal (n. 1683).
- 1870 - Portsmouth, Nou Hampshire: David Farragut, militar nord-americà (n. 1801).
- 1894 - Saint Louis, Missouri: Virginia Minor, activista estatunidenca pel sufragi femení.[19]
- 1941 -
  - Tolosa (França): Paul Sabatier, químic francès, Premi Nobel de Química de l'any 1912 (n. 1854).[20]
  - Auschwitz (Polònia): Maksymilian Maria Kolbe, frare franciscà conventual polonès que va oferir-se a morir en el lloc d'un pare de família. Venerat per l'Església catòlica, va ser canonitzat el 1982.
- 1955 - Woods Hole (Massachusetts, EUA): Herbert Putnam, bibliotecari estatunidenc (n. 1861).[21]
- 1956 - Berlín (Alemanya): Bertolt Brecht, escriptor alemany (n. 1898).
- 1958 - París (França): Frédéric Joliot-Curie, físic i químic francès, Premi Nobel de Química de 1935 (n. 1900).[22]
- 1979 - Berlín: Elisa Úriz Pi, mestra, pedagoga i activista política navarresa, precursora de l'Escola Moderna a Espanya (n. 1893).[23]
- 1981 - Salzburg (Àustria): Karl Böhm, director d'orquestra austríac (n. 1894).[24]
- 1988 - Maranello (Itàlia): Enzo Ferrari, empresari italià, fundador de la Scuderia Ferrari i més tard de la marca d'automòbils que portaria el seu nom, Ferrari (n. 1898).
- 1994 - 
  - Zúric (Suïssa): Elias Canetti, escriptor i pensador en llengua alemanya, Premi Nobel de Literatura de 1981.[25]
  - Nova York: Alice Childress, novel·lista, dramaturga i actriu negra estatunidenca (n. 1916).[26]
- 1996 - París (França): Sergiu Celibidache, director d'orquestra i pedagog musical romanès (n. 1912).
- 2004 - Cracòvia, Polònia: Czesław Miłosz, escriptor nord-americà d'origen polonès, Premi Nobel de Literatura 1980 (n. 1911).[27]
- 2010 - Nova York: Abbey Lincoln, cantant, compositora de jazz i actriu estatunidenca (n. 1930).[28]
- 2017 - Al Djadida (Marroc): Abdelcarim Gal·lab fou un escriptor marroquí.

## Festes i commemoracions
- Santoral: sants Eusebi de Roma, Arnulf de Soissons, bisbe; beata Elisabetta Renzi, fundadora; sant Maksymilian Maria Kolbe, màrtir.
- Elx (el Baix Vinalopó): nit de la roà, vetlla del dia de la Mare de Déu d'Agost, dia del Misteri d'Elx.